# 아레테

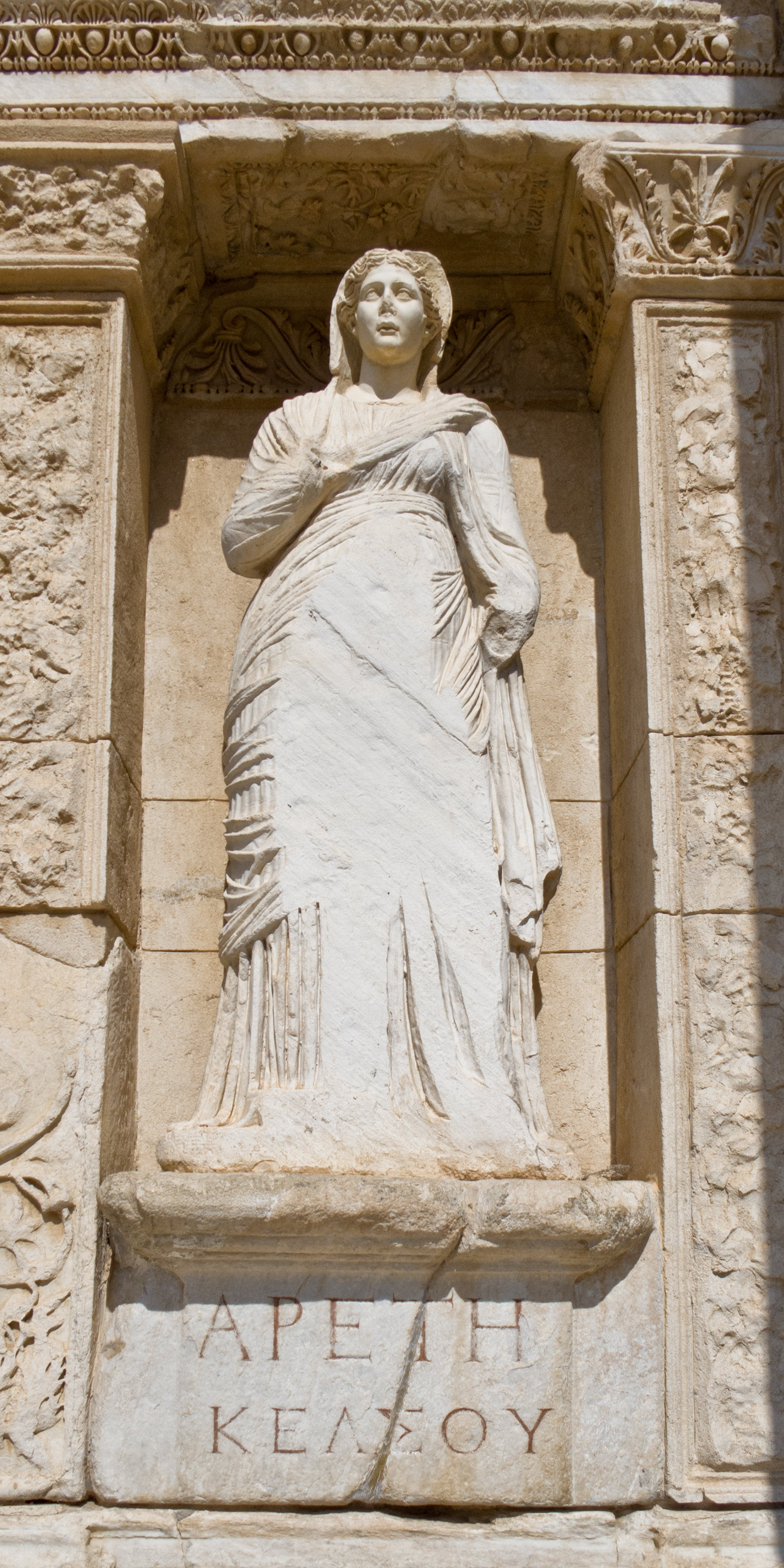
에페소스 켈수스 도서관 아레테의 석상

아레테(고대 그리스어: ἀρετή, 영어: arete 애러티[*])는 기본적인 의미에서 "어떤 종류의 우수성"을 의미한다. 이 용어는 또한 "도덕적 미덕"을 의미할 수 있다. 자신의 잠재력에 부응하는 행위: 그리스어의 초기 모습에서 우수성의 개념은 궁극적으로 목적이나 기능의 성취의 개념과 함께 결합했다.

## 같이 보기
- 아르테 전환
- 탁월학
- 덕 윤리학
- 질의 형이상학
- 파이데이아